# Маршалл (округ Раск, Вісконсин)
Маршалл (англ. Marshall) — місто (англ. town) в США, в окрузі Раск штату Вісконсин. Населення — 664 особи (2020).

## Демографія
Згідно з переписом 2010 року, у місті мешкало 688 осіб у 219 домогосподарствах у складі 163 родин. Було 235 помешкань
Расовий склад населення:
| - 99,6 % — білих |

До двох чи більше рас належало 0,3 %. Частка іспаномовних становила 1,3 % від усіх жителів.
За віковим діапазоном населення розподілялося таким чином: 35,5 % — особи молодші 18 років, 54,2 % — особи у віці 18—64 років, 10,3 % — особи у віці 65 років та старші. Медіана віку мешканця становила 31,7 року. На 100 осіб жіночої статі у місті припадало 104,2 чоловіків;  на 100 жінок у віці від 18 років та старших — 100,9 чоловіків також старших 18 років.
Середній дохід на одне домашнє господарство  становив 52 109 доларів США (медіана — 43 438), а середній дохід на одну сім'ю — 59 233 долари (медіана — 44 800). Медіана доходів становила 40 724 долари для чоловіків та 29 375 доларів для жінок. За межею бідності перебувало 17,1 % осіб, у тому числі 18,5 % дітей у віці до 18 років та 25,5 % осіб у віці 65 років та старших.
Цивільне працевлаштоване населення становило 324 особи. Основні галузі зайнятості: сільське господарство, лісництво, риболовля — 22,8 %, виробництво — 19,1 %, роздрібна торгівля — 11,7 %, транспорт — 10,2 %.